# Dumb Money
Dumb Money (bra: Dinheiro Fácil) é um filme biográfico  de comédia dramática americano de 2023 dirigido por Craig Gillespie e escrito por Lauren Schuker Blum e Rebecca Angelo. É baseado no livro de 2021 The Antisocial Network, de Ben Mezrich, e narra o pequeno aperto da GameStop em janeiro de 2021. O filme apresenta um elenco que inclui Paul Dano, Pete Davidson, Vincent D'Onofrio, America Ferrera, Nick Offerman, Anthony Ramos, Sebastian Stan, Shailene Woodley e Seth Rogen .
Depois de ser filmado em Nova Jersey de outubro a novembro de 2022, Dumb Money estreou no Festival Internacional de Cinema de Toronto em 8 de setembro de 2023. Foi lançado nos Estados Unidos pela Sony Pictures com lançamento em cinemas selecionados em 15 de setembro de 2023 e lançamento amplo em 29 de setembro de 2023. Recebeu críticas geralmente positivas dos críticos.

## Trama
Keith Gill é um homem de classe média baixa que trabalha como analista financeiro em Brockton, Massachusetts. Durante seu tempo livre, ele frequenta regularmente o subreddit do mercado de ações r/WallStreetBets, postando suas opiniões sobre ele através de transmissões ao vivo no YouTube sob o nome Roaring Kitty . Ele luta para sustentar sua família, e seu trabalho no YouTube é constantemente ridicularizado por seu irmão Kevin, chamando-o de lixo nerd.
Em junho de 2020, no auge da pandemia de COVID-19, Keith percebe que as ações da varejista de videogames GameStop estão caindo e investe suas economias na compra de ações dela, transmitindo regularmente atualizações ao vivo para seus espectadores. Apesar de Kevin e vários colegas afirmarem que isso é uma perda de tempo, em janeiro de 2021, a atividade no r/WallStreetBets revela que várias empresas de investimento em fundos de hedge, incluindo Melvin Capital Management e seu fundador Gabe Plotkin, têm vendido ações a descoberto na rede no suposição de que fecharia, causando um aumento em massa no preço geral das ações da GameStop quando os compradores de ações on-line, incluindo a enfermeira Jennifer, o funcionário de varejo da GameStop Marcos e o casal de lésbicas universitárias Riri e Harmony, começaram a comprar ações agressivamente, fazendo com que Plotkin e outros CEOs de investimentos perdessem centenas de milhões no mesmo período e Keith será considerado um guru financeiro.
As coisas mudam quando o r/WallStreetBets é temporariamente fechado por “conteúdo inflamatório e vulgar”, causando uma onda de pânico nas vendas de ações da Gamestop na tentativa de superar uma queda de preço percebida. Quando o site de negociação de ações sem comissões Robinhood não consegue pagar adequadamente o dinheiro pelas vendas, o co-presidente Vlad Tenev, a mando do proprietário da Citadel LLC, Ken Griffin, interrompe todas as compras de ações da GameStop na tentativa de reduzir o preço . A peça finalmente funciona, mas a reação negativa subsequente resulta em uma investigação do Comitê de Serviços Financeiros da Câmara dos Estados Unidos, com Tenev, Griffin, Plotkin e Keith sendo todos intimados, os três primeiros por seus papéis no fiasco e o último em suspeita de usar a situação para enganar o público e torná-lo rico. Enquanto os investidores lutam para defender as suas ações, Keith nega veementemente qualquer irregularidade, afirmando que estava apenas a fazer o que qualquer pessoa com um conhecimento passageiro de banca de investimento faria nessa situação.
Na sequência, o texto da postagem mostra como vários indivíduos foram afetados: Plotkin foi forçado a fechar a Melvin Capital por causa das perdas líquidas que o incidente causou; Robinhood foi alvo de vários processos judiciais após o fiasco e acabou começando na bolsa de valores significativamente mais baixo do que antes; Harmony conseguiu usar o dinheiro que obteve para saldar as dívidas de sua família e continuar seu relacionamento com Riri; Marcos vendeu metade de suas ações da GameStop e deixou seu cargo na empresa; Jennifer continua endividada, mas manteve sua participação acionária; Keith se aposentou do YouTube no final de abril para sair dos olhos do público e vendeu parte de suas ações para comprar um carro caro para Kevin, como forma de parar de reclamar sobre como ele não lhe emprestaria o carro para entregas de comida.

## Elenco
- Paul Dano as Keith Gill[7]
- Pete Davidson as Kevin Gill, Keith's brother[7]
- Vincent D'Onofrio as Steve Cohen[7]
- America Ferrera as Jenny, a viewer of Keith's YouTube channel[7]
- Myha'la Herrold as Riri, a college student and investor
- Nick Offerman as Ken Griffin[7]
- Anthony Ramos as Marcos Barcia, a GameStop store clerk[7]
- Seth Rogen as Gabe Plotkin[7]
- Talia Ryder as Harmony Williams, a college student and investor[7]
- Sebastian Stan as Vlad Tenev[7]
- Shailene Woodley as Caroline Gill, Keith's wife[7]
- Kate Burton as Elaine Gill, Keith and Kevin's mother
- Clancy Brown as Steven Gill, Keith and Kevin's father
- Rushi Kota as Baiju Bhatt
- Larry Owens as Chris, Jennifer's co-worker
- Dane DeHaan as Brad, Marcos' boss[7]
- Olivia Thirlby as Yaara Plotkin, Gabe's wife
- Deniz Akdeniz as Briggsy, Keith's financial colleague
- David Faber as himself, a financial journalist for CNBC

## Produção

### Desenvolvimento
Em janeiro de 2021, foi anunciado que a Metro-Goldwyn-Mayer Pictures (MGM) havia comprado os direitos de uma proposta de livro de Ben Mezrich sobre o então recente short squeeze da GameStop, intitulado The Antisocial Network, com os produtores Michael De Luca —que também produziu The Social Network (2010), a adaptação cinematográfica do livro de Mezrich , The Accidental Billionaires —e Aaron Ryder anexado. Em maio de 2021, Lauren Schuker Blum e Rebecca Angelo foram anunciadas para escrever o roteiro, com Cameron e Tyler Winklevoss (que foram temas de The Accidental Billionares e The Social Network ) como produtores executivos. Em abril de 2022, Craig Gillespie assinou contrato como diretor, com a intenção de começar as filmagens ainda naquele ano, por volta do verão ou outono. Em setembro, foi anunciado que o filme foi renomeado para Dumb Money, e a produção estava marcada para começar em outubro, com De Luca e MGM desistindo, enquanto a Black Bear Pictures adquiria financiamento e procurava compradores no Festival Internacional de Cinema de Toronto anual. Em outubro de 2022, a Sony Pictures comprou os direitos de distribuição nacional e internacional selecionada do filme por US$ 20 milhões.

### Fundição
Em setembro de 2022, Paul Dano, Seth Rogen, Sebastian Stan e Pete Davidson foram escalados para estrelar; Rogen e Stan colaboraram anteriormente com Gillespie na minissérie Pam & Tommy (2022), com Stan também tendo estrelado o filme de Gillespie I, Tonya (2017). No mês seguinte, Shailene Woodley, Anthony Ramos, Vincent D'Onofrio, Dane DeHaan, Myha'la Herrold, America Ferrera, Rushi Kota, Nick Offerman e Talia Ryder se juntaram ao elenco.

### filmando
A fotografia principal ocorreu em Nova Jersey de outubro a novembro de 2022. As filmagens foram feitas nos condados de Morris, Essex e Hudson, com cenas filmadas na Universidade de Saint Elizabeth .

## Liberar
Dumb Money estreou no Festival Internacional de Cinema de Toronto em 8 de setembro de 2023, com o elenco impossibilitado de comparecer devido à greve SAG-AFTRA de 2023 . Foi lançado nos cinemas nos Estados Unidos pela Sony Pictures Releasing sob os rótulos Columbia Pictures e Stage 6 Films, enquanto Sony, Black Bear International e outros distribuidores locais lançarão o filme internacionalmente. O filme foi inicialmente programado para ser distribuído pela Metro-Goldwyn Mayer (MGM). A data de lançamento de 20 de outubro de 2023 foi anunciada inicialmente, antes de ser transferida para 22 de setembro de 2023. Posteriormente, foi alterado para um lançamento limitado nos cinemas em 15 de setembro de 2023, antes de expandir para um lançamento amplo em 29 de setembro de 2023.

## Recepção

### Bilheteria
Dumb Money arrecadou US$ 13,9 milhões nos Estados Unidos e Canadá, e US$ 6,1 milhões em outros territórios, totalizando US$ 20 milhões em todo o mundo.
No fim de semana de estreia, o filme arrecadou US$ 229.947 em oito cinemas. Expandindo para 616 cinemas em seu segundo fim de semana, o filme arrecadou US$ 2,4 milhões, terminando em oitavo. Em seu terceiro fim de semana, o filme arrecadou US$ 3,3 milhões em 2.837 cinemas, terminando em sétimo. Em seguida, arrecadou US$ 2,1 milhões e US$ 930.000 nos dois fins de semana subsequentes.

### resposta crítica
No site agregador de críticas Rotten Tomatoes, 84% das 220 resenhas dos críticos são positivas, com uma classificação média de 6.8/10. O consenso do site diz: "Dumb Money's crowd-pleasing dramatization of real-life stock hijinks may not tell the complete story, but it's rousingly entertaining nonetheless." O Metacritic, que usa uma média ponderada, atribuiu ao filme uma pontuação de 66 em 100, baseado em 53 críticos, indicando críticas "geralmente favoráveis".

### Elogios
| Prêmio                              | Data da cerimônia     | Categoria       | Destinatário(s) | Resultado | Ref. |
| ----------------------------------- | --------------------- | --------------- | --- | --------- | ---- |
| Celebração do Cinema e da Televisão | 4 de dezembro de 2023 | Prêmio Inovador | América Ferrera (também para Barbie )\|style="text-align:center;background: #ddffdd;vertical-align: middle; {{{style}}}" class="table-yes2"\| Venceu | [ 35 ]    |      |